# 데도리 층군
데도리 층군(手取層群)은 도야마현, 후쿠이현, 이시카와현, 기후현에 분포하는 중생대 쥐라기에서 백악기 사이의 지층이다. 공룡이나 식물 등의 화석이 많이 발굴되어 세계적으로 알려져 있다. 과거에는 이 일대에 고 데도리 호라는 거대한 호수가 존재하였다. 데도리 층군을 이루는 누층은 「쿠즈류 아누층」(九頭竜亜累層), 「이토시로 아누층」(石徹白亜累層), 「아카이와 아누층」(赤岩亜累層)의 3개로 구분된다.

## 참고 문헌
- 北陸の自然をたずねて編集委員会 (2001). 《北陸の自然を訪ねて》. 日本の地学６. 築地書館. ISBN 9784806712213.